# 梁在文
梁在文（英語：Marco Liang，1926年4月11日—2016年2月26日），藝名瑪爾蔻梁，生於北京，擁有中華民國國籍與美國國籍，英語教師，曾任教於輔仁大學與中興大學。曾在台北市「台北商業大樓」開設英語補習班「瑪爾蔻梁英語教室」，成為英語補教名師。

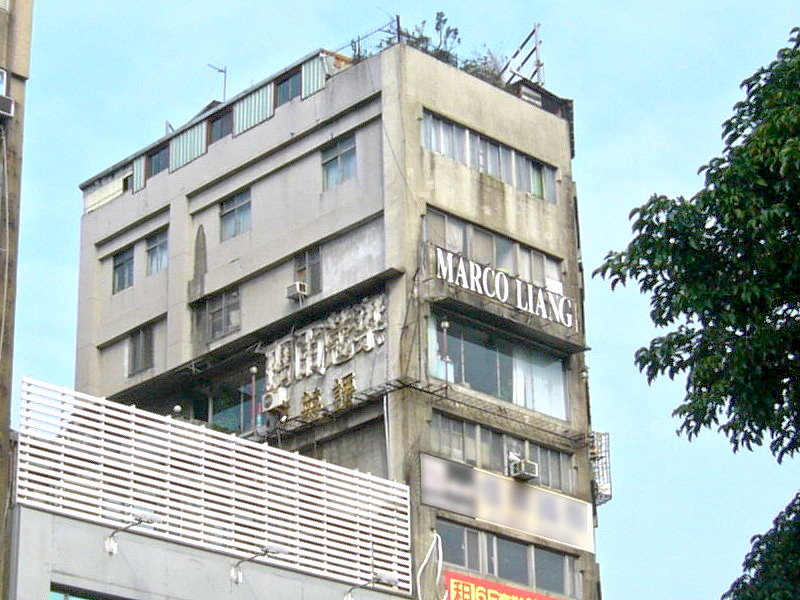
台北商業大樓外牆的瑪爾蔻梁英語教室霓虹招牌

## 生平
梁在文出生於北京，其父為鹽業銀行高級主管，叔叔與美國人結婚。1937年蘆溝橋事變發生，梁在文全家到美國依親避難。大學就讀瑞吉斯大學。後至丹佛大學取得化學碩士。畢業後成為工程師。
梁在文姐夫為外交官。1968年，梁在文姐夫升任中華民國外交部禮賓司司長，梁在文與其姐一同來到台灣。梁在文成為英語家教，為台灣官員家庭教授英文。
梁在文熱愛英語教學，曾在台北市「台北商業大樓」開設英語補習班「瑪爾蔻梁英語教室」三十多年，做到他快80歲才收掉；當年規定補習班不能用自己的名字命名，所以他的英語補習班取名「一二三英語補習班」，自己則稱為「瑪爾蔻梁英語教室」。
梁在文有過一次婚姻，育有一女。1970年代，已離婚的梁在文與小他22歲的前田徑選手姚麗麗交往多年。
2016年2月26日，梁在文因胰臟癌病逝於台北市，享耆壽90歲，所有積蓄和家中物品全部捐出去，遺體捐贈台大醫院。

## 流行文化
台語流行音樂歌手陳一郎曾在中國電視公司兩個綜藝節目《歡樂一百點》與《歡樂星期五》中戲仿梁在文，自稱「瑪爾寇陳」，以台語腔英語教觀眾說英語。陳一郎以瑪爾寇陳扮相主演下列電視廣告：
| 年份     | 廣告主   | 商品           | 角色     |
| -------- | -------- | -------------- | -------- |
| 1990年代 | 聯華食品 | 萬歲牌杏仁小魚 | 瑪爾寇陳 |
| 1990年代 | 聯華食品 | 萬歲牌開心果   | 瑪爾寇陳 |
| 1990年代 | 聯華食品 | 萬歲牌甘草瓜子 | 瑪爾寇陳 |

中國電視公司綜藝節目《黃金拍檔》1986年春節特別節目的單元〈黃金十大新聞〉中，倪敏然飾演的七先生稱號「七爾寇梁」，戲仿梁在文。